# بيفرلي سانت جون
بيفرلي سانت جون (بالإنجليزية: Beverly St. John)‏ هي كاتِبة وشاعرة أمريكية، ولدت في 1919، وتوفيت في 18 مايو 2017.